# Eoscartopsis
Eoscartopsis är ett släkte av insekter. Eoscartopsis ingår i familjen spottstritar.
Kladogram enligt Catalogue of Life:
| Eoscartopsis | \| \| Eoscartopsis assimilis \| \| \| \| \| \| Eoscartopsis zonalis \| \| \| \| |
|              | \| \| Eoscartopsis assimilis \| \| \| \| \| \| Eoscartopsis zonalis \| \| \| \| |
|              | Eoscartopsis assimilis                                                          |
|              |                                                                                 |
|              | Eoscartopsis zonalis                                                            |
|              |                                                                                 |